# Musikåret 1976

## Händelser

### Mars
- 4 – Den svenska popgruppen Abba anländer på flygplatsen i Sydney för en turné i Australien.

### April
- 3 – Brotherhood of Mans låt Save Your Kisses for Me vinner Eurovision Song Contest i Haag för Storbritannien[1]
- 24 – Lorne Michaels, producent för Saturday Night Live, gör under sändning ett halvseriöst erbjudande att betala Beatles $3 000 för att återförenas live i programmet.[2]

### Juni
- 18 – Kung Carl XVI Gustaf av Sverige och Silvia Sommerlath hyllas på Kungliga Operan inför morgondagens bröllop av flera stora svenska artister.[3]

### Augusti

Abba vänder sitt första B baklänges.

- 13 – Den svenska popgruppen ABBA spegelvänder första B:t i sin logotyp.

### Okänt datum
- Melodifestivalen ställs in av politiska skäl, och Sverige deltar inte i årets Eurovision Song Contest.[4]
- Begreppet "dansband" etableras i Sverige, avsett att vara modernare och tuffare än de tidigare dansorkestrarna.[5].
- Siw Malmkvist lämnar skivmarknaden.[6]
- Det progressiva rockbandet Isildurs Bane bildas i Halmstad.

## Priser och utmärkelser
- Atterbergpriset – Gunnar de Frumerie
- Birgit Nilsson-stipendiet – Britta Möllerström-Hjelm
- Stora Christ Johnson-priset – Lars-Erik Larsson för Musik för orkester, Orkestervariationer och Due auguri
- Mindre Christ Johnson-priset – Johnny Grandert för Symfoni nr 4
- Hugo Alfvénpriset – Stig Westerberg
- Jan Johansson-stipendiet – Rune Gustafsson
- Jenny Lind-stipendiet – Siw-Marie Andersson
- Jussi Björlingstipendiet – Hillevi Blylods och Jerker Arvidson
- Medaljen för tonkonstens främjande – Gösta Eklund, Sven Karpe och Nicolai Gedda
- Nordiska rådets musikpris – Koncert for fløjte og orkester av Atli Heimir Sveinsson, Island
- Norrbymedaljen – Bror Samuelson
- Spelmannen – Frans Helmerson

## Årets album
Vänligen sortera soloartister på efternamn, musikgrupper på förstabokstaven (utan engelskans "The" och "A")

### A – G
- Abba – Arrival [7]
- AC/DC – Dirty Deeds Done Dirt Cheap
- AC/DC – High Voltage (andra utgåvan)
- Aerosmith – Rocks
- Augustus Pablo – King Tubby Meets Rockers Uptown
- Aswad – Aswad
- The Bellamy Brothers – Let Your Love Flow
- Big Youth – Hit the Road Jack
- Big Youth – Natty Cultural Dread
- Black Sabbath – Technical Ecstasy
- Blue Öyster Cult – Agents of Fortune
- Bob Marley and the Wailers – Rastaman Vibration
- Bootsy's Rubber Band – Stretchin' out in
- David Bowie – Station to Station
- James Brown – Get up off a That Thing
- Burning Spear – Garvey's Ghost
- Burning Spear – Man in the Hills
- Chicago – Chicago X
- Jimmy Cliff – Follow My Mind
- Jimmy Cliff – In Concert: The Best of Jimmy Cliff
- Ry Cooder – Chicken Skin Music
- The Doobie Brothers – Takin' It to the Streets
- Bob Dylan –  Desire
- Bob Dylan – Hard Rain
- The Eagles - Hotel California
- Electric Light Orchestra – A New World Record
- Ella Fitzgerald & Oscar Peterson – Ella and Oscar
- Ella Fitzgerald & Joe Pass – Fitzgerald and Pass... Again
- The Flamin' Groovies  – Shake Some Action
- Jan Garbarek–Bobo Stenson Quartet – Dansere
- Gladiators – Trenchtown Mix Up
- Genesis – A Trick of the Tail
- Gregory Isaacs – All I Have Is Love
- Lars Gullin – Aeros Aromatic Atomica Suite

### H – R
- Hall & Oates – Rock'n'soul
- The Heptones – Cool Rasta
- The Heptones – Night Food
- The Heptones – The Original Heptones
- I-Roy – Can't Conquer Rasta
- I-Roy – Crisus Time
- I-Roy – Dread Baldhead
- Keith Jarrett – Arbour Zena
- Keith Jarrett – Hymns / Spheres
- Keith Jarrett – Mysteries
- Keith Jarrett – Shades
- Jethro Tull – Too Old to Rock 'n' Roll: Too Young to Die!
- Björn J:son Lindh – Raggie
- Kebnekaise – Ljus från Afrika
- King Tubby – Herb Dub – Collie Dub
- Kiss – Destroyer
- Kiss – Rock and Roll Over
- Led Zeppelin – Presence
- Gösta Linderholm och Fred Åkerström – Bananskiva
- Lynyrd Skynyrd – Gimme Back My Bullets
- Siw Malmkvist – Explosiw
- Mighty Diamonds – Right Time
- Joni Mitchell – Hejira
- Max Romeo & The Upsetters – War Ina Babylon
- Nationalteatern – Kåldolmar och Kalsipper
- Norrbottens Järn – Järnet
- Ohio Players – Contradiction
- Graham Parker  – Howlin' Wind
- Parliament – Mothership Connection
- Dolly Parton – All I Can Do
- Tom Paxton – Saturday Night
- Peps Persson/Peps Blodsband – Droppen Urholkar Stenen
- Lee "Scratch" Perry – Super Ape aka Scratch the Super Ape
- Point Blank – Point Blank (debut)
- Prince Far I – Under Heavy Manners
- Rainbow – Rising
- Ramones – The Ramones (debut)
- Lou Reed - Coney Island Baby
- Rush – 2112
- Rush – All The World's a Stage

### S – Ö
- Santana – Amigos
- Boz Scaggs – Silk Degrees
- John Sebastian – Welcome Back
- Neil Sedaka – Steppin' Out
- Patti Smith – Radio Ethiopia
- Status Quo – Blue for you
- Steely Dan  – The Royal Scam
- Sweet – Give Us a Wink
- Rod Stewart – A Night on the Town
- James Taylor – In the Pocket
- Third World – Third World
- Thorleifs – Skänk mig dina tankar
- Peter Tosh – Legalize It
- Toots & The Maytals – Funky Kingston
- Toots & The Maytals – In The Dark
- Toots & The Maytals – Reggae Got Soul
- U-Roy – Natty Rebel
- Magnus Uggla – Livets teater
- Bunny Wailer – Blackheart Man
- Joe Walsh - You can't argue with a sick mind (Live)
- Barry White – Let the Music Play
- Vikingarna Kramgoa låtar 3
- Wings – Wings at the Speed of Sound
- Wings – Wings over America(Live)
- Stevie Wonder – Songs in the Key of Life
- Warren Zevon  – Warren Zevon
- ZZ Top – Tejas

## Årets singlar & hitlåtar
Vänligen sortera soloartister på efternamn, musikgrupper på förstabokstaven (utan engelskans "The" och "A")
- Abba – Dancing Queen [7]
- Abba – Fernando [7]
- Abba – Money, Money, Money [7]
- Abba – Rock Me [7]
- Anni-Frid Lyngstad – Fernando
- Bee Gees – You Should Be Dancing
- The Bellamy Brothers – Let Your Love Flow
- Elvin Bishop – Fooled Around and Fell in Love
- Blue Öyster Cult – (Don't Fear) The Reaper
- Brick – Dazz
- Brotherhood of Man – Save Your Kisses for Me
- Brothers Johnson – I'll be Good to You
- James Brown – Get Up off a That Thing
- Eric Carmen – All by Myself
- Eric Carmen – Never Gonna Fall Love Again
- Tina Charles – I Love to Love (But My Baby Loves to Dance)
- Chicago – If You Leave Me Now
- Chicago – Rainy Day in New York City
- David Bowie – Golden Years
- Rick Dees and his Cast of Idiots – Disco Duck
- Dr. Hook – A Little Bit More
- Dr. Hook – Only Sixteeen
- Electric Light Orchestra – Evil Woman
- Electric Light Orchestra – Livin' Thing
- Elton John & Kiki Dee – Don't Go Breaking My Heart
- England Dan & John Ford Coley – I'd Really Love to See You Tonight
- Hall & Oates – Sara Smile
- Hall & Oates – She's Gone
- KC & the Sunshine Band – (Shake, Shake, Shake) Shake Your Booty
- Kool and The Gang – Open Sesame
- Kiss – Detroit Rock City
- Kiss – Shout It Out Loud
- Manhattans – Kiss and Say Goodbye
- Steve Miller Band– Jungle Love
- Steve Miller Band– Rockin' me
- Nazareth – Love Hurts
- Ohio Players – Love Rollercoaster
- The O'Jays – I Love Music
- Parliament – Give Up the Funk
- Dolly Parton – All I Can Do
- Lou Rawls – You'll Never Find Another Love Like Mine
- Diana Ross – Love Hangover
- Santana – Europe
- John Sebastian – Welcome Back
- Silver – Wham Bam (Shang-A-Lang)
- Björn Skifs – Firefly
- Smokie – Living Next Door to Alice
- Starback – Moon Light Feels Right
- Starland Vocal Band – Afternoon Delight
- Rod Stewart – Tonight's the Night
- Sweet – Fox on the Run
- Johnnie Taylor – Disco Lady
- The Angels – Am I Ever Gonna See Your Face Again
- Wild Cherry – Play That Funky Music
- Wings – Let 'Em In
- Wings – Silly Love Song
- Wizex – Cowboy Yodel Song [8]

## Sverigetopplistan1976
| Datum                  | Låttitel               | Artist/grupp          | Bakgrund       |
| ---------------------- | ---------------------- | --------------------- | -------------- |
| 19 januari 1976 (4v)   | I'm on Fire            | 5000 Volts            | Storbritannien |
| 16 februari 1976 (6v)  | Moviestar              | Harpo                 | Sverige        |
| 29 mars 1976 (8v)      | Vi åk bättre da för da | Alpina Skidlandslaget | Sverige        |
| 25 maj 1976 (8v)       | Baretta's Theme        | Sammy Davis, Jr.      | USA            |
| 10 augusti 1976 (2v)   | Moviestar              | Harpo                 | Sverige        |
| 24 augusti 1976 (14v)  | Dancing Queen          | Abba                  | Sverige        |
| 30 november 1976 (12v) | Daddy Cool             | Boney M.              | Tyskland       |

## Födda
- 8 januari – Jenny Lewis, amerikansk sångare och skådespelare.
- 21 januari – Emma Bunton, brittisk sångare, medlem i Spice Girls.
- 29 januari – Elin Rombo, svensk operasångare (sopran).
- 4 februari – Rei Munakata, japansk-svensk dirigent och kompositör.
- 14 februari – Liv Kristine, norsk musiker och sångare i Leaves' Eyes.
- 20 mars – Chester Bennington, amerikansk musiker, sångare i Linkin Park.
- 22 mars – Sylvester Schlegel, svensk musiker, trummis i The Ark.
- 3 april – Mattias Sköld, svensk tonsättare och live-elektronikmusiker.
- 14 maj – Martine McCutcheon, brittisk sångare, skådespelare och TV-personlighet.
- 19 maj – Stefan Nykvist, svensk musiker, medlem i Larz-Kristerz.
- 24 maj – TQ, eg. Terrance Quaites, amerikansk R&B-sångare.
- 3 juni – Yuri Ruley, amerikansk musiker, trummis i punkbandet MxPx.
- 6 juli – 50 Cent, eg Curtis Jackson, amerikansk hiphop-artist.
- 10 september – Linus Wahlgren, svensk skådespelare och musikalartist.
- 16 september – Tina Barrett, brittisk musiker.
- 20 oktober – Tom Wisniewski, amerikansk musiker, gitarrist i punkbandet MxPx.
- 6 november – Mike Herrera, amerikansk musiker, sångare och basist i punkbandet MxPx.
- 22 november – Ville Valo, finländsk musiker, sångare i HIM.
- 28 november – Mirjam Tally, estnisk tonsättare.
- 13 december – Marcus Wrangö, svensk tonsättare, musiker och ljuddesigner.

## Avlidna
- 24 januari – Gösta Theselius, 53, svensk musikarrangör, kompositör och jazzmusiker (klarinett, tenorsaxofon och piano).
- 31 januari – Evert Taube, 85, svensk författare, konstnär, trubadur och kompositör.[3]
- 31 mars – Folke Andersson, 73, svensk kompositör, orkesterledare och jazzmusiker (violin).
- 30 april – Barbro Hörberg, 43, svensk revyskådespelare, vissångare och viskompositör.
- 2 maj – Karin Juel, 75, svensk sångare och författare.[3]
- 14 maj – Keith Relf, 33, sångare i The Yardbirds.
- 17 maj – Lars Gullin, 48, svensk jazzmusiker.[3]
- 25 juni – Johnny Mercer, 66, amerikansk textskrivare till populärmusik.
- 16 juli – Sten Axelson, 73, svensk kompositör, sångare och pianist.
- 29 augusti – Jimmy Reed, 50, amerikansk musiker.
- 3 oktober – Victoria Spivey, 69, blussångare.
- 1 november – Jerry Högstedt, 62, svensk kompositör och kapellmästare.[3]
- 17 november – Brita Hertzberg, 75, svensk operasångare (sopran) och skådespelare.
- 4 december
  - Tommy Bolin, 25, brittisk rockgitarrist, medlem i Deep Purple.
  - Benjamin Britten, 63, brittisk kompositör.
- 21 december – Karin Ekelund, 63, svensk skådespelare, regissör och sångare.

### Fotnoter
1. ↑  ”Melodifestivalen 1976”. Poplight. Arkiverad från originalet den 24 maj 2012. https://archive.is/20120524184337/http://poplight.zitiz.se/melodifestivalen/1976. Läst 24 juli 2011.
2. ↑  John Lennon Playboy-intervju, 1980
3. 1 2 3 4 5   Horisont 1976. Bertmarks
4. ↑  ”Poplight”. Arkiverad från originalet den 15 oktober 2017. https://web.archive.org/web/20171015095035/http://poplight.zitiz.se/melodifestivalen/1976. Läst 25 juli 2011.
5. ↑  Livets band, Leif Eriksson och Martin Bogren, Prisma 2008, sidan 76 – Diskofällan
6. ↑  ”Sundsvalls Tidning 5 december 2010 – Folkkört yrväder berättar om sitt liv”. Arkiverad från originalet den 15 februari 2012. https://web.archive.org/web/20120215205029/http://st.nu/kultur/litteratur/1.2550120-folkkort-yrvader-berattar-om-sitt-liv. Läst 28 juli 2011.
7. 1 2 3 4 5  ”ABBA Annual 1976”. Arkiverad från originalet den 23 maj 2013. https://web.archive.org/web/20130523013645/http://www.abbaannual.com/1976.htm. Läst 5 januari 2011.
8. ↑  ”Poplight – Kikki Danielsson”. Arkiverad från originalet den 27 oktober 2010. https://web.archive.org/web/20101027144051/http://poplight.zitiz.se/artist/kikki-danielsson. Läst 5 januari 2011.